# 電商人妻
電商人妻（本名：孔翊緹），台灣台北人，於2019年創立 Instagram 帳號『電商人妻』，在貼文與限時動態中分享社群網路行銷觀點，吸引行銷經營者關注。曾為《經理人》、《數位時代》客座專欄作家，並為台灣多家企業品牌擔任社群行銷講師與數位教材顧問。

## 歷史
- 2019年3月10日，建立 Instagram 帳號
- 2019年6月6日，Instagram 突破1萬追蹤者[2]
- 2019年9月18日，於數位時代舉辦講座擔任講師[3]
- 2020年8月17日，出版《電商人妻社群圈粉思維》
- 2020年11月5日，登上看 (雜誌)第217期封面人物[4]
- 2023年10月5日，登上商業周刊第1873期封面人物[5]

## 外部連結
- 電商人妻的Instagram帳戶
- 電商人妻的X（前Twitter）
- 電商人妻的Medium帳戶 （页面存档备份，存于）